# Проституция в Зимбабве
Проституция в Зимбабве и связанные с ней действия, включая домогательства, сводничество и содержание борделя, являются незаконными, но процветают. Тяжёлая экономическая ситуация в Зимбабве вынудила многих женщин заняться секс-бизнесом.

## История
В 1890-х годах Вторая англо-бурская война положила конец секс-торговле в золотодобывающих районах Витватерсранда в Южной Африке, а распространение секс-торговли привело к «городским проблемам» на территории тогдашней Южной Родезии. Общественное давление привело к принятию закона о безнравственности в 1900 году.
До обретения независимости (1980) колониальные законы о бродяжничестве применялись против работников секс-бизнеса. В 1983 году была предпринята серьёзная попытка ликвидировать секс-бизнес в Зимбабве после обретения независимости путем облавы на сотни женщин и содержания их под стражей до тех пор, пока они не смогут доказать, что они не были вовлечены в торговлю, в противном случае их отправляли в лагеря для переселенцев. Ряд женских групп поддержали это как укрепление брака.
Как и во многих африканских странах, распространение ВИЧ/СПИДа резко повысило интерес к секс-бизнесу.

## Закон и политика
Проституция рассматривается в части III Закона 2004 года об уголовном праве (кодификация и реформа).
Полиция может арестовать любую женщину, гуляющую по улицам после 7 вечера.
В 2011 году Табита Хумало, член парламента от MDC, предложила декриминализировать проституцию в Зимбабве. Она заявила, что декриминализация проституции позволит решить три важные проблемы: коррупцию, ВИЧ/Спид и права женщин. Хумало продолжила свою кампанию, несмотря на понижение в должности в её партии в 2012 году. Она заявила, что её позиция по этому вопросу, возможно, способствовала этому. Её поддерживает Женский ресурсный центр и сеть Зимбабве (ZWRCN), в дополнение к самим секс-работникам.
Базирующиеся в Великобритании Фонды «Oткрытого общества» сообщили в 2012 году, что полиция является крупнейшими насильниками секс-работников в Зимбабве. 

## Секс-торговля
Зимбабве является страной происхождения, транзита и назначения женщин и детей, подвергающихся сексуальной торговле. Женщины и девушки из зимбабвийских городов, граничащих с Южной Африкой, Мозамбиком и Замбией, подвергаются сексуальной эксплуатации в публичных домах, обслуживающих водителей грузовиков дальнего следования по обе стороны границы. Зимбабвийские женщины и дети подвергаются сексуальной эксплуатации в городах и прилегающих населенных пунктах. Согласно сообщениям, взрослые вербовали девочек для сексуальной торговли детьми в водопаде Виктория. Практика нгози, когда члена семьи отдают другой семье, чтобы отомстить за души убитых родственников, создаёт уязвимость для торговли людьми.
Зимбабвийских женщин становятся жертвами принудительной проституции. Женщины подвергаются сексуальной эксплуатации в Кувейте и Саудовской Аравии. Многие зимбабвийские взрослые и дети-мигранты въезжают в Южную Африку с помощью водителей такси, которые перевозят их к границе в Байтбридже или близлежащих неофициальных пунктах пересечения границы, и становятся жертвами торговли людьми в сексуальных целях. Некоторые мигранты попадают в преступные группировки, которые подвергают их принудительной проституции в Мессине, Претории, Йоханнесбурге или Дурбане. Беженцы из Сомали и Демократической Республики Конго, как сообщается, отправляются из лагеря беженцев Тонгогара в Зимбабве в Хараре, где их заставляют заниматься проституцией.
Управление Государственного департамента США по мониторингу торговли людьми и борьбе с ней относит Зимбабве к стране «2-го уровня».